# Хандруев, Александр Андреевич
Александр Андреевич Хандруев (род. 23 августа 1945, Москва) — советский и российский учёный-экономист, банкир. Доктор экономических наук, профессор. В 1992-1998 гг. зампред ЦБ РФ, в ноябре 1995 — временно исполняющий обязанности председателя; вице-президент Ассоциации региональных банков России.

## Биография
Окончил экономический факультет Московского государственного университета им. М. В. Ломоносова (1970; с отличием). 
- В 1970—1975 — преподаватель Московского института управления им. С. Орджоникидзе.
- В 1975—1979 — старший научный сотрудник экономического факультета МГУ.
- В 1979—1988 — доцент Академии народного хозяйства.
- В 1988—1991 — заместитель директора, исполняющий обязанности директора, директор Кредитно-финансового научно-исследовательского института при Госбанке СССР.
- В июле — декабре 1991 — заместитель председателя Госсовета по экономической реформе Кабинета министров СССР.
- В 1991—1992 — вице-президент Фонда экономических и социальных реформ (Фонда «Реформа»).
- В 1992—1995 — заместитель председателя Центрального банка России.
- В 1995—1997 — первый заместитель председателя Банка России, Председатель Комитета банковского надзора.
- С 8 по 22 ноября 1995 — временно исполняющий обязанности председателя Банка России[2].
- В 1997—1998 — заместитель председателя Банка России.
- В 1998—1999 — проректор Академии народного хозяйства при Правительстве Российской Федерации.
- В 1999—2000 — вице-президент Фонда экономических и социальных реформ (Фонда «Реформа»).
- С 2001 — руководитель Консалтинговой группы «Банки. Финансы. Инвестиции» (БФИ).
- С мая 2002 — вице-президент Ассоциации региональных банков РФ (Ассоциации «Россия»). Возглавляет экспертно-аналитическую работу, связанную с вопросами банковской деятельности. Затем — первый вице-президент Ассоциации.

Научный руководитель факультета финансов и банковского дела, заведующий кафедры «Финансы, денежное обращение и кредит» Академии народного хозяйства. Курсы, преподаваемые им в Академии: «Организация деятельности Центрального Банка»; «Организация деятельности коммерческого банка»; «Деньги, банки, финансовые рынки»; «Банковский менеджмент».
Лауреат премии «Банковское дело».
Является членом
- Наблюдательного совета журнала «Долговой Эксперт».
- Член Совета директоров «Мой Банк» (банковская лицензия отозвана — банк потерял ликвидность)
- Бывший член Совета директоров АКБ Инвестбанк (банковская лицензия отозвана — банк потерял ликвидность)
- Член Совета директоров Юникорбанка (банковская лицензия отозвана — банк потерял ликвидность)

## Труды
Автор свыше 100 научных статей и книг, в том числе:
- Деньги в экономике современного капитализма. — М.: Мысль, 1983.
- Гегель и политическая экономия. — М.: Экономика, 1990. — 125 с. — ISBN 5-282-00086-5.